# Glenn Frey/Diskografie
Diese Diskografie ist eine Übersicht über die musikalischen Werke des US-amerikanischen Rockmusikers und Sängers Glenn Frey. Den Schallplattenauszeichnungen zufolge hat er bisher mehr als 1,1 Millionen Tonträger verkauft, davon alleine in seiner Heimat über eine Million. Seine erfolgreichsten Veröffentlichungen sind die Alben No Fun Aloud und The Allnighter mit je über 500.000 verkauften Einheiten.

## Alben

### Studioalben
| Jahr | Titel           | Höchstplatzierung, Gesamtwochen, AuszeichnungChartplatzierungen (Jahr, Titel, Platzierungen, Wochen, Auszeichnungen, Anmerkungen) | Höchstplatzierung, Gesamtwochen, AuszeichnungChartplatzierungen (Jahr, Titel, Platzierungen, Wochen, Auszeichnungen, Anmerkungen) | Höchstplatzierung, Gesamtwochen, AuszeichnungChartplatzierungen (Jahr, Titel, Platzierungen, Wochen, Auszeichnungen, Anmerkungen) | Höchstplatzierung, Gesamtwochen, AuszeichnungChartplatzierungen (Jahr, Titel, Platzierungen, Wochen, Auszeichnungen, Anmerkungen) | Höchstplatzierung, Gesamtwochen, AuszeichnungChartplatzierungen (Jahr, Titel, Platzierungen, Wochen, Auszeichnungen, Anmerkungen) | Anmerkungen                                                                                   |
| Jahr | Titel           | DE | AT | CH | UK | US | Anmerkungen                                                                                   |
| ---- | --------------- | --- | --- | --- | --- | --- | --------------------------------------------------------------------------------------------- |
| 1982 | No Fun Aloud    | — | — | — | — | US32 Gold · (38 Wo.)US | Erstveröffentlichung: 28. Mai 1982 Produzenten: Glenn Frey, Allan Blazek, Jim Ed Norman       |
| 1984 | The Allnighter  | — | — | — | UK31 (9 Wo.)UK | US22 Gold · (65 Wo.)US | Erstveröffentlichung: 19. Juni 1984 Produzenten: Glenn Frey, Barry Beckett, Allan Blazek      |
| 1988 | Soul Searchin’  | — | — | — | — | US36 (19 Wo.)US | Erstveröffentlichung: 15. August 1988 Produzenten: Glenn Frey, Barry Beckett, Elliot Scheiner |
| 1992 | Strange Weather | DE89 (4 Wo.)DE | — | CH23 (3 Wo.)CH | — | — | Erstveröffentlichung: 23. Juni 1992 Produzenten: Glenn Frey, Elliot Scheiner, Don Was         |
| 2012 | After Hours     | — | — | — | UK92 (1 Wo.)UK | US116 (1 Wo.)US | Erstveröffentlichung: 8. Mai 2012 Produzenten: Glenn Frey, Richard Davis, Michael Thompson    |

grau schraffiert: keine Chartdaten aus diesem Jahr verfügbar

### Livealben
- 1993: Glenn Frey Live (Aufnahme: 8. Juli 1992, The Stadium, Dublin, Ireland)

### Kompilationen
| Jahr | Titel                            | Höchstplatzierung, Gesamtwochen, AuszeichnungChartplatzierungen (Jahr, Titel, Platzierungen, Wochen, Auszeichnungen, Anmerkungen) | Höchstplatzierung, Gesamtwochen, AuszeichnungChartplatzierungen (Jahr, Titel, Platzierungen, Wochen, Auszeichnungen, Anmerkungen) | Höchstplatzierung, Gesamtwochen, AuszeichnungChartplatzierungen (Jahr, Titel, Platzierungen, Wochen, Auszeichnungen, Anmerkungen) | Höchstplatzierung, Gesamtwochen, AuszeichnungChartplatzierungen (Jahr, Titel, Platzierungen, Wochen, Auszeichnungen, Anmerkungen) | Höchstplatzierung, Gesamtwochen, AuszeichnungChartplatzierungen (Jahr, Titel, Platzierungen, Wochen, Auszeichnungen, Anmerkungen) | Anmerkungen                                                                 |
| Jahr | Titel                            | DE | AT | CH | UK | US | Anmerkungen                                                                 |
| ---- | -------------------------------- | --- | --- | --- | --- | --- | --------------------------------------------------------------------------- |
| 1995 | Solo Collection                  | — | — | — | — | US82 (1 Wo.)US | Erstveröffentlichung: 28. März 1995 Charteintritt in US erst im Januar 2016 |
| 2018 | Above the Clouds: The Collection | DE64 (1 Wo.)DE | — | — | — | — | Erstveröffentlichung: 18. Mai 2018                                          |

Weitere Kompilationen
- 2000: 20th Century Masters – The Millennium Collection: The Best of Glenn Frey
- 2001: The Universal Masters Collection: Classic Glenn Frey
- 2002: The Best of Glenn Frey
- 2005: Superstar Collection: The Best of Glenn Frey
- 2005: Rock Breakout Years: 1985
- 2016: Take It to the Limit
- 2016: Peaceful Radio Broadcast

## Singles
| Jahr | Titel Album                                                          | Höchstplatzierung, Gesamtwochen, AuszeichnungChartplatzierungen (Jahr, Titel, Album, Platzierungen, Wochen, Auszeichnungen, Anmerkungen) | Höchstplatzierung, Gesamtwochen, AuszeichnungChartplatzierungen (Jahr, Titel, Album, Platzierungen, Wochen, Auszeichnungen, Anmerkungen) | Höchstplatzierung, Gesamtwochen, AuszeichnungChartplatzierungen (Jahr, Titel, Album, Platzierungen, Wochen, Auszeichnungen, Anmerkungen) | Höchstplatzierung, Gesamtwochen, AuszeichnungChartplatzierungen (Jahr, Titel, Album, Platzierungen, Wochen, Auszeichnungen, Anmerkungen) | Höchstplatzierung, Gesamtwochen, AuszeichnungChartplatzierungen (Jahr, Titel, Album, Platzierungen, Wochen, Auszeichnungen, Anmerkungen) | Anmerkungen |
| Jahr | Titel Album                                                          | DE | AT | CH | UK | US | Anmerkungen |
| ---- | -------------------------------------------------------------------- | --- | --- | --- | --- | --- | --- |
| 1982 | I Found Somebody No Fun Aloud                                        | — | — | — | — | US31 (13 Wo.)US | Erstveröffentlichung: 24. Mai 1982 Autoren: Glenn Frey, Jack Tempchin                                                    |
| 1982 | The One You Love No Fun Aloud                                        | — | — | — | — | US15 (17 Wo.)US | Erstveröffentlichung: August 1982 Autoren: Glenn Frey, Jack Tempchin                                                     |
| 1982 | All Those Lies No Fun Aloud                                          | — | — | — | — | US41 (12 Wo.)US | Erstveröffentlichung: November 1982 Autor: Glenn Frey                                                                    |
| 1984 | Sexy Girl The Allnighter                                             | — | — | — | UK81 (3 Wo.)UK | US20 (15 Wo.)US | Erstveröffentlichung: Juni 1984 Charteintritt in UK erst im August 1985 Autoren: Glenn Frey, Jack Tempchin               |
| 1984 | The Allnighter                                                       | — | — | — | — | US54 (6 Wo.)US | Erstveröffentlichung: September 1984 Autoren: Glenn Frey, Jack Tempchin                                                  |
| 1984 | The Heat Is On Beverly Hills Cop (Soundtrack)                        | DE4 (16 Wo.)DE | AT27 (2 Wo.)AT | CH5 (12 Wo.)CH | UK12 (13 Wo.)UK | US2 (24 Wo.)US | Erstveröffentlichung: November 1984 vom Soundtrack des Films Beverly Hills Cop Autoren: Harold Faltermeyer, Keith Forsey |
| 1985 | Smuggler’s Blues The Allnighter                                      | — | — | — | UK22 (9 Wo.)UK | US12 (19 Wo.)US | Erstveröffentlichung: März 1985 Autoren: Glenn Frey, Jack Tempchin                                                       |
| 1985 | You Belong to the City Music from the Television Series „Miami Vice“ | — | — | — | UK94 (1 Wo.)UK | US2 (21 Wo.)US | Erstveröffentlichung: August 1985 vom Soundtrack der Fernsehserie Miami Vice Autoren: Glenn Frey, Jack Tempchin          |
| 1988 | True Love Soul Searchin’                                             | — | — | — | UK84 (3 Wo.)UK | US13 (15 Wo.)US | Erstveröffentlichung: August 1988 Autoren: Glenn Frey, Jack Tempchin                                                     |
| 1989 | Livin’ Right Soul Searchin’                                          | — | — | — | — | US90 (4 Wo.)US | Erstveröffentlichung: März 1989 Autoren: Glenn Frey, Jack Tempchin                                                       |
| 1991 | Part of Me, Part of You Strange Weather                              | DE54 (13 Wo.)DE | — | — | — | US55 (13 Wo.)US | Erstveröffentlichung: April 1991 Autoren: Glenn Frey, Jack Tempchin                                                      |
| 1992 | I’ve Got Mine Strange Weather                                        | DE51 (16 Wo.)DE | — | — | — | — | Erstveröffentlichung: Juli 1992 Autoren: Glenn Frey, Jack Tempchin                                                       |
| 1993 | Love in the 21st Century Strange Weather                             | DE53 (12 Wo.)DE | — | — | — | — | Erstveröffentlichung: Mai 1993 Autoren: Danny Kortchmar, Glenn Frey, Jack Tempchin                                       |
| 1995 | This Way to Happiness Solo Collection                                | DE65 (11 Wo.)DE | — | — | — | — | Erstveröffentlichung: Mai 1995 Autoren: Jay Oliver, Glenn Frey, Jack Tempchin                                            |

Weitere Singles
- 1982: That Girl
- 1988: Soul Searchin’
- 1989: Some Kind of Blue
- 1992: River of Dreams

## Videoalben
- 1992: Strange Weather: Live in Dublin

## Statistik

### Chartauswertung
|                     | DE    | AT    | CH    | UK    | US    |
| ------------------- | ----- | ----- | ----- | ----- | ----- |
| Nummer-eins-Alben   | DE—DE | AT—AT | CH—CH | UK—UK | US—US |
| Top-10-Alben        | DE—DE | AT—AT | CH—CH | UK—UK | US—US |
| Alben in den Charts | DE1DE | AT—AT | CH1CH | UK2UK | US5US |

|                       | DE    | AT    | CH    | UK    | US     |
| --------------------- | ----- | ----- | ----- | ----- | ------ |
| Nummer-eins-Singles   | DE—DE | AT—AT | CH—CH | UK—UK | US—US  |
| Top-10-Singles        | DE1DE | AT—AT | CH1CH | UK—UK | US2US  |
| Singles in den Charts | DE5DE | AT1AT | CH1CH | UK5UK | US11US |

### Auszeichnungen für Musikverkäufe
| Goldene Schallplatte - Kanada - 1985: für die Single The Heat Is On - 1989: für das Album Soul Searchin’ |

Anmerkung: Auszeichnungen in Ländern aus den Charttabellen bzw. Chartboxen sind in ebendiesen zu finden.
| Land/RegionAuszeichnungen für Musikverkäufe (Land/Region, Auszeichnungen, Verkäufe, Quellen) | Gold     | Platin | Verkäufe  | Quellen         |
| -------------------------------------------------------------------------------------------- | -------- | ------ | --------- | --------------- |
| Kanada (MC)                                                                                  | 2× Gold2 | —      | 100.000   | musiccanada.com |
| Vereinigte Staaten (RIAA)                                                                    | 2× Gold2 | —      | 1.000.000 | riaa.com        |
| Insgesamt                                                                                    | 4× Gold4 | —      |           |                 |